# Marquixanes
Marquixanes – miejscowość i gmina we Francji, w regionie Oksytania, w departamencie Pireneje Wschodnie.
Według danych na rok 1990 gminę zamieszkiwało 299 osób, a gęstość zaludnienia wynosiła 62 osoby/km² (wśród 1545 gmin Langwedocji-Roussillon Marquixanes plasuje się na 627. miejscu pod względem liczby ludności, natomiast pod względem powierzchni na miejscu 1019.).

## Populacja

Populacja Marquixanes w latach 1962–2008